# Antoni Dziędzielewicz
Antoni Dziędzielewicz (ur. 10 maja 1854, zm. 10 stycznia 1935) – polski prawnik, adwokat, działacz społeczny i sokoli.

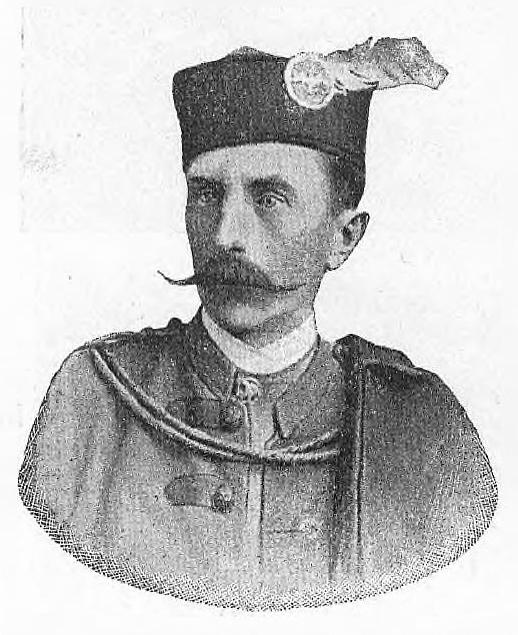
Antoni Dziędzielewicz w stroju sokolim przed 1907

## Życiorys
Kształcił się na Wydziale Prawa Uniwersytetu Lwowskiego. Podczas studiów był redaktorem jedynego wówczas polskiego pisma prawniczego „Prawnik”, kierowanego przez dr. Ignacego Czemeryńskiego. Ukończył studia prawnicze uzyskując tytuł doktora. Był wieloletnim członkiem (w tym wiceprezesem) Lwowskiego Towarzystwa Prawniczego, Lwowskiej Izby Adwokatów, od 1912 Związku Adwokatów Polskich, jego prezesem, od 1925 członkiem honorowym ZAP.
Od 1877 był członkiem Polskiego Towarzystwa Gimnastycznego „Sokół”. Od czerwca 1895 do 24 listopada 1900 pełnił funkcję prezesa lwowskiego gniazda „Sokoła”, a od 1898 od 1899 był prezesem Związku Polskich Gimnastycznych Towarzystw Sokolich w Austrii. Pełnił mandat Rady Miasta Lwowa.
Zmarł 10 stycznia 1935. Został pochowany na Cmentarzu Łyczakowskim we Lwowie.

## Publikacje
- Uszkodzenia osób na austrjackich kolejach żelaznych[5] (1882)
- Trzydziestolecie Polskiego Towarzystwa Gimnastycznego „Sokół” we Lwowie 1867–1897[6] (1897)
- Związek Rodzicielski. Stowarzyszenie ku opiece nad uczącą się młodzieżą w czasie pozaszkolnym[7] (1898)
- Die Mittelschulreform in Oesterreich. Versuch einer prinzipiellen Lösing der Reformproblems[8] (1908)
- Wychowanie obywatelskie w szkole. Referat wygłoszony w Związku Naukowo-Literackim we Lwowie[9] (1914)
- Ustawy austriackie (rozporządzenia cesarskie z czasu wojny 1914–1916). Nr 1. Odpowiedzialność majątkowa za zdradę (1916)
- Wielkie zadania sokolstwa polskiego w przyszłości (credo sokolskie)[10] (1921)
- Zadania Sokolstwa Polskiego (credo sokolskie)[11] (1925)

## Ordery i odznaczenia
- Krzyż Komandorski Orderu Odrodzenia Polski (30 kwietnia 1925)[12]
- Kawaler Orderu Franciszka Józefa (Austro-Węgry, 1908)[13]